# Мејв Бинчи
Ен Мејв Бинчи Снел (енгл. Anne Maeve Binchy Snell; (28. мај 1939  – 30. јул 2012) била је ирска књижевница, романописац, драмски писац, писац кратких прича, колумниста и говорник. Њене романе карактерише симпатичан и често шаљив приказ живота малог града у Ирској са неочекиваним завршецима.  Њени романи су преведени на 37 језика, продани у више од 40 милиона примерака широм света.

## Биографија
Мејв Бинчи  је рођена 28. маја 1939. године у Долкију, предграђу Даблина, као најстарија од четворо деце Вилијама и Морин Бинчи. Њен брат Вилијам је био професор права на Тринити колеџу у Даблину, а стриц је  историчар Д. А. Бинчи (1899–1989).
Студирала је на Дабинском универзитетсом колеџу и завршила основне студије историје. Радила је као професор француског, латинског и историје у разним школама за девојчице, потом као новинар у  The Irish Times, а касније је постала писац романа, приповедака и драмских дела.
У Лондону је упознала писца за децу Гордона Снела, тада продуцента BBC. Њихово пријатељство је процветало у романсу,  али пошто је она живела у Ирској, а он у Лондону,  на крају је обезбедила себи посао у Лондону преко The Irish Times. Венчали су се 1977. године и, након што су неко време живели у Лондону, преселили се у Ирску. Живели су заједно у Долкију, недалеко од места где је Мејв одрасла, све до њене смрти 2012. године.

## Каријера

### Новинарство
Њујорк тајмс је објавио: Бинчи је "списатељску каријеру започела случајно почетком шездесетих, након што је провела време на кибуцу у Израелу. Њен отац је био толико одушевљен са њеним писмима, да је избацио делове "Драги тата", и послао их ирским новинама, које су их објавиле." Irish Independent је био  довољно импресиониран да је објави, плативши јој 16 фунти, што је тада било њена плата за недељу и по дана.
Почела је да ради за The Irish Times 1968. као писац, колумниста, први уредник Женске странице, затим уредник у Лондону,  извештавајући за лист из Лондона.
Њена прва објављена књига је компилација њених новинских чланака под насловом Моја прва књига ( My First Book). објављена је 1970. године.

### Књижевност
Укупно је објавила 16 романа, неколико збирки приповедака и новела и једну драму. Њен 17. роман Једна зимска недеља (A Week in Winter), је објављен постхумно. Њена књижевна каријера почела је са две збирке приповедака: Линија Централ (1978) и Линија Викторија (1980).  Први роман Упали свећу од пенија (Light a Penny Candle) објављен је 1982. године, након што је био одбијен пет пута. Књига је током 1983. године зарадила 52.000 фунти што је највећа сума који је икад зарадио нечији први роман. Тајминг је био савршен, јер су Бинчи и њен супруг у то време каснили два месеца са хипотеком. 
Већина прича Мејв Бинчи се догађа у Ирској, бави се односима између градског и руралног живота, контрастима између Енглеске и Ирске и драматичним променама у Ирској између Другог светског рата и данашњих дана. Њене књиге су преведене на 37 језика.
Док су неки од њених романа комплетне приче (Круг пријатеља, Упали свећу од пенија), многи други су приче о групи међусобно повезаних ликова (Под црвеном буквом, Сребрна свадба, Љубичасти аутобус, Вечерња школа, Срце и душа). У њеним каснијим романима Вечерња школа, Скарлет Федр, Код Квентина и Кућа у улици Тара, често се појављују ликови из претходних романа.
Бинчи је 2000. године изјавила да више неће ићи на турнеје са својим романима, већ ће своје време посветити другим активностима и супругу Гордону Снелу. До њене смрти објављено је још пет романа: Код Квентина (2002), Ноћи кише и звезда (2004), Шума белог глога (2006), Срце и душа  (2008), и Као смо чували Френки (2010).  Њен последњи роман Једна зимска недеља објављен је постхумно 2012. године. 
Збирка од 36 необјављених кратких прича које је написала током више деценија објављена је 2014. године под насловом Кестенова улица (Chestnut Street).
Бинчи је написала неколико драма за радио и телевизију.Такође, неколико њених романа и приповедака прилагођено је радију, филму и телевизији. 
По њеном роману Круг пријатеља снимљен је истоимени филм 1995. године са холивудским звездама Крисом О’Донелом и Мини Драјвер у главним улогама. Крај филма се радикално разликује од краја књиге.
По роману Кућа у улици Тара снимљен је 2005. године филм Tara Road са Оливијом Вилијамс и Енди Макдауел у главним улогама.
Дубоко жалим због ... (1978) је телевизијска драма која је снимљена по награђеној драми Мејв Бинчи, у којој играју Донал Фармер и Џоан О’Хара. Мини–серија Одјеци (1988) на Channel 4, заснована је на другом роману Мејв Бинчи Одјеци (Echoes) објављеног 1985. године. Телевизијски филм Љубичасти аутобус (1990) са Стефани Бичам, Емет Берџин и Брендоном Конројом заснован је на истоименој књизи коју је Мејв Бинчи објавила 1984. године. Телевизијски филм Анерина кућа (2007) заснован је на причи Мејв Бинчи. ТВ филм је снимљен у Кејптауну, и емитован на телевизији RTÉ. У филму глуме Лијам Канингам, Флора Монтгомери и Конор Мален, а сценарио је написала Ане-Мари Кејси.

## Награде
Мејв Бинчи је 1978. године добила Награду Џејкоб (Jacob's Award) за сценарио телевизијске драме Дубоко жалим због... Ирске Радио Телевизије (RTÉ). 
Године 1999. добила је Британску књижевну награду за животно дело (British Book Awardsfor Lifetime Achievement). Награду People of the Year добила је 2000. године. Награду W H Smith Book Award for Fiction
добила је 2001. године за роман Скарлет Федр, победивши између осталих и Џоан Тролоп и владајућу добитницу Букер нагарде Маргарет Атвуд.
Године 2007. добила је Ирску награду ПЕН (Irish PEN Award), придруживши се великанима као што су Џон Б. Кин, Брајан Фриел, Една О’Бриен, Вилијам Тревор, Џон Мекгахерн и Шејмус Хини.
Године 2010. добила Ирску књижевну награду (Irish Book Awards) за животно дело.
Ирску књижевну награду у категорији Ирска популарна фикција добила је и 2012. године за роман Једна зимска недеља. 

### Романи
- Упали свећу од пенија (Light a Penny Candle), 1982.
- Љубичасти аутобус (The Lilac Bus), 1984.
- Одјеци (Echoes), 1985.
- Лето свитаца (Firefly Summer), 1987.
- Сребрна свадба (Silver Wedding), 1988.
- Круг  пријатеља (Circle of Friends), 1990.
- Под црвеном буквом (The Copper Beech), 1992.
- Стаклено језеро (The Glass Lake), 1994.
- Вечерња школа (Evening Class), 1996.
- Кућа у улици Тара (Tara Road), 1998.
- Скарлет Федр (Scarlet Feather), 2000.
- Код Квентина (Quentins), 2002.
- Ноћи кише и звезда (Nights of Rain and Stars), 2004.
- Шума белог глога (Whitethorn Woods), 2006.
- Срце и душа (Heart and Soul), 2008.
- Као смо чували Френки (Minding Frankie), 2010.
- Једна зимска недеља (A Week in Winter), 2012.

### Збирке приповедака
- Линија Централ (Central Line), 1978.
- Линија Викторија (Victoria Line), 1980.
- Даблин 4 (Dublin 4), 1981.
- Укрштене линије (Cross Lines), 1996.
- Ове године биће другачије (This Year It Will Be Different), 1996.
- Повратно путовање (The Return Journey), 1998.
- Улица кестена (Chestnut Street), 2014.
- Неколико девојака (A Few of the Girls), 2015.

### Новеле
- Градитељи (The Builders), 2002.
- Стар Суливан (Star Sullivan), 2006.
- Пуна кућа(Full House), 2012.

### Драме
- Дубоко жалим због... (Deeply Regretted By...), 2006.[12]